# Hrnčiarovce nad Parnou
Hrnčiarovce nad Parnou és un poble i municipi d'Eslovàquia que es troba a la regió de Trnava, a l'oest del país.

## Història
La primera menció escrita de la vila es remunta al 1270.

## Demografia
| Godina             | 1994 | 2004   | 2014   | 2024   |
| ------------------ | ---- | ------ | ------ | ------ |
| Nombre de persones | 1991 | 2067   | 2250   | 2231   |
| Diferència         |      | +3,81% | +8,85% | −0,84% |

| Godina             | 2023 | 2024   |
| ------------------ | ---- | ------ |
| Nombre de persones | 2229 | 2231   |
| Diferència         |      | +0,08% |